# LiEat
『LiEat』（ライート）は、日本のイラストレーターの△○□×（みわしいば）が開発した短編RPGシリーズ。

## 概要
詐欺師の男性テオバルトと嘘を食べる能力を持つドラゴンの少女エフィーナの2人が旅先で訪れた街での出来事が描かれる作品群。『LiEat -嘘喰いドラゴンと朱色の吸血鬼-』『LiEatII -嘘喰いドラゴンと紺碧色の夢喰い-』『LiEatIII -嘘喰いドラゴンと黄金色の怪盗-』（以下、ストーリー項目を除き『I』『II』『III』と表記）の3作品が2014年に順次無料配信された。また、配信後に、有志による他言語への翻訳も行われている。
本シリーズはRPGではあるが、敵との戦闘の場面が限定的、かつ戦闘の難易度が全体的に低めで、物語に重きを置いたアドベンチャーゲームのような作りになっている。敵として登場するのは具現化した嘘の怪物で、会話相手が嘘をつくと姿を現す。
2016年2月26日には3作を一つにまとめたソフトが『LiEat』としてPLAYISMよりSteamとHumble Bundle向けに発売され、2021年5月27日にはNintendo Switch向けにも発売された。

## ストーリー
テオバルトは作品ごとに「レオ（Leo）」「ハル（Hal）」「シド（Sid）」の偽名を用いている。
LiEat -嘘喰いドラゴンと朱色の吸血鬼-
レオは自身が持つ情報を情報屋に売るため、エフィーナとともに「バーミリオンタウン」を訪れる。この街は兄妹のキースとレイチェル以外に住人がおらず、滞在者に無償で街中の家を提供していた。レオはキースから街での宿泊の許可を得るが、その際に、深夜に外出しないようにと忠告される。一方、エフィーナはレイチェルから兄妹が特殊な血筋であると教えられる。レオは、噂に聞いていた街のヴァンパイア伝説について兄妹が関係しているとにらみ調査を行う。
LiEatII -嘘喰いドラゴンと紺碧色の夢喰い-
「アジュールタウン」にドラゴンがいるとの情報を得たハルとエフィーナは、警備員とその妹になりすまし街の娯楽施設に侵入する。その夜エフィーナが施設内を歩いていると、ある部屋のステージ上で施設の男性ルーカスが磔にされ失神しているところを発見する。後に意識を取り戻したルーカスは当時の記憶がほとんどないと語るが、一方で施設のマスターのソフィアによるとこうした事態は今回で5回目だという。ハルは真相を調べるべく施設の人物に話を聞いて回る。
LiEatIII -嘘喰いドラゴンと黄金色の怪盗-
ある街のパーティーに参加するためシドとエフィーナは大富豪ウィルバーの屋敷に入る。そこで、パーティーの補佐役だという男性イーノスから、今夜10時に「怪盗バタフライ」が現れウィルバーが持つ「黄金の秘宝」を奪うという予告状が届いているとの話を聞く。そして夜10時を迎えた時、イーノスに扮していた怪盗バタフライが正体を現し秘宝を奪って姿を消す。同時に屋敷内のいたるところに粘着物質が現れ出入り口が塞がれてしまったため、ウィルバーの助言を受けたシドとエフィーナは屋上へ向かい脱出を試みることになる。

## 登場人物

### 全作品共通の登場人物
テオバルト・レオンハーツ (Theobald  Leonhart)
年齢：23歳
詐欺師の男性。エフィーナとともに様々な街を訪れる。欺いた相手から逃れるために名前を偽り、外見もその都度変えている。エフィーナからは「パパ」と呼ばれ、『III』では「テオ」とも呼ばれる。
エフィーナ (Efina)
年齢：『I』：2か月（外見：4歳） / 『II』：6か月（外見：4歳） / 『III』：11か月（外見：5歳）
ドラゴンの少女。「エフィ」とも呼ばれる。嘘を食べる能力を持つ。甘いものも大好き。天真爛漫な性格で好奇心旺盛。テオバルトが見つけた卵から生まれた。
ニール・メイスフィールド (Neil Masefield)
年齢：約100歳（外見：30歳前後）
不死のドラゴンの男性。様々な事件の捜査を行う警騎隊の隊長。
ブレット・グレイヴス (Brett Graves)
年齢：約17歳（外見：ほぼ同じ）
影のドラゴンの青年。警騎隊の副隊長。人間に嫌悪感を抱いている。

### 『I』の登場人物
キース・リグファイア (Keith Rigufaia)
年齢：18歳
バーミリオンタウンの住人。妹のレイチェルと慎ましく暮らしている。
レイチェル・リグファイア (Rachel Rigufaia)
年齢：9歳
バーミリオンタウンの住人。キースの妹。キースから家の外に出ないように言われている。
カロル・デレッダ (Carol Deledda)
年齢：26歳
フードをかぶっている情報屋の女性。テオバルトと面識がある。可愛いものが好き。後にヴァンパイアの事件に巻き込まれる。
ロザリー・ローゼマリー (Rosalie Rosemarie)
年齢：19歳
羽が生えている情報屋の女性。テオバルトと面識がある。よく舌打ちをする。
レヴィン・ブルーム (Levin Bloom)
年齢：28歳
ロザリーの執事。猫のような姿をしている。

### 『II』の登場人物
トム・ロット (Thom Lot)
年齢：28歳
娯楽施設の警備員。双子の狼男の兄。
マース・ロット (Mars Lot)
年齢：28歳
娯楽施設の警備員。双子の狼男の弟。
オリヴィア・キャメロン (Olivia Cameron)
年齢：26歳
娯楽施設でカジノエリアを担当している女性。下半身が蛇のようになっている。惚れた相手を病的に束縛する一面を持つ。ルーカスの現在の交際相手。
ルーカス・ベイリアル (Lucas Balliol)
年齢：24歳
娯楽施設の酒場エリアを担当している男性。女癖が悪く以前から女性とのトラブルを何度も起こしている。テオバルトが制服を拝借した警備員ハロルドの知人で、直ぐに偽装を見抜く。
ソフィア・フアネーレ (Sofia Juanele)
年齢：25歳
娯楽施設のマスターで、ホールエリアでの手品を担当している女性。左目を包帯で覆っている。かつて処刑人だった頃の癖で時折物騒な言葉を口にする。
ウィリアム (William)
年齢：4か月（外見：4歳）
羊のような角が生えているドラゴンの少年。人の記憶を食べる能力を持つ。ソフィアに実子のように育てられている。親しくない相手との会話が苦手。

### 『III』の登場人物
シリル・レオンハーツ (Cyril Leonhearts)
年齢：20歳
「怪盗バタフライ」としてテオバルトたちの前に現れる女性。男装し勇ましく振舞う。かつてテオバルトと兄妹同然に過ごしていたが、ある時説明もなく自分たちのもとを去ったことに強い恨みを抱いている。
イーノス・レオンハーツ (Enos Leonhearts)
年齢：23歳
かつてテオバルトと兄弟同然に過ごした男性。発明家として活動している。シリルと違いテオバルトに一定の理解を示す。
ジーン・レオンハーツ (Gene Leonhearts)
年齢：22歳
かつてテオバルトと兄弟同然に過ごした男性。操縦士として活動している。
アイリス・アッシュベリー (Iris Ashbery)
年齢：約9歳（外見：15歳）
ドラゴンの少女。警騎隊特別調査部隊隊長として事件の調査を行う。目の前のものを一目見て詳細に分析する能力を持つ。

## 受賞
- ニコニコ自作ゲームフェス4 「PHPCOMIX賞」「ファミ通.com賞」[5]

## 小説
LiEat 嘘喰いドラゴンと忘却色の歌姫
2015年9月19日発売、PHP研究所、著・イラスト：△○□×、ISBN 9784569826219
『I』よりも前の出来事が綴られた書き下ろし作品。アル（この作品でのテオバルトの偽名）とエフィーナが「インディゴタウン」を訪れ、どんな願いも叶えるという青い鳥の調査を行う。なお、青い鳥の話題は『I』の序盤の会話で少し触れられている。
作品の冒頭では、卵から孵ったエフィーナがテオバルトと初めて対面する場面がある。